# Quentin Metsys
Pour les articles homonymes, voir Metsys.
Quentin Metsys (né en 1466 à Anvers ou à Louvain, mort en 1530 à Anvers le 14 septembre) est un peintre rattaché au mouvement artistique de la Renaissance flamande. Son prénom et son nom sont orthographiés de plusieurs manières : Quinten ou Kwinten, Massys, Metsys ou encore Matsijs.
Bien que l'apprentissage auprès d'un maître soit la norme à cette époque, aucune certitude ne permet d'affirmer que Quentin Metsys fut formé par Dirk Bouts.

## Contexte historique
Au XVe siècle, Louvain est une cité médiévale du Duché de Brabant, réputée pour son université et sa richesse culturelle. La peinture connaît alors sa Renaissance dans les Flandres, le Brabant et le Hainaut, sous l'impulsion de peintres comme Jan Van Eyck, Rogier van der Weyden et Robert Campin (le Maitre de Flémalle), notamment à Tournai, Bruges, Gand et Bruxelles. À partir de la seconde moitié du XVIe siècle, Louvain devient un centre secondaire actif de la Renaissance avec la famille des peintres Bouts, père et fils.

## Biographie

### Famille et jeunesse
Quentin, fils de Joost Massys, un forgeron, et de Katharina van Kinckem, suit une formation de forgeron auprès de son père[réf. nécessaire] pour s'améliorer dans ce domaine. Près de la cathédrale Notre-Dame d'Anvers se trouve un puits en fer forgé, le « puits de Quinten Matsys », que l'on attribue traditionnellement au peintre.
La légende raconte[réf. nécessaire] que Metsys, alors forgeron à Louvain, tomba amoureux de la fille d'un peintre. En se tournant vers la peinture, il pensait pouvoir conquérir son amour. Il existe de cette légende une version plus vraisemblable qui explique comment Metsys décida de changer de carrière (version établie d'après son père, Josse Metsys, un horloger et un architecte de la municipalité de Louvain[réf. nécessaire]). Son père, Josse, arrivait à un âge où la question de sa succession se posait, avec cette question : lequel de ses deux fils (Quentin ou Josse) allait reprendre les activités paternelles ? C'est finalement Josse (le fils) qui se consacra à l'horlogerie tandis que Quentin se tournait vers la peinture.
Son père mourut quand Quentin avait 17 ans, et il est probable que son frère se chargea d'achever l'éducation de Quentin.[réf. nécessaire] Mais cela ne reste qu'une légende (peut-etre faux).
À ce jour, on ne sait pas qui exactement a enseigné la peinture à Metsys, mais son style semble dériver des techniques de Dirk Bouts qui apporta à Louvain l'influence de Memling et Rogier van der Weyden.

### Installation à Anvers
Quand Metsys s'installe à Anvers à l'âge de 25 ans, son propre style contribue de manière significative au renouveau de l'art flamand dans la lignée de van Eyck ou de la Pasture dit van der Weyden.
Anvers est déjà réputée dans la 2e moitié du XVe siècle pour être un centre artistique grâce à Goswin van der Weyden, petit-fils de Rogier de la Pasture, et Jérôme Bosch.
C'est à 35 ans, en 1491, que Quentin est reçu franc-maître au sein à la guilde de Saint-Luc d'Anvers.
Anvers a acquis alors une réputation de centre actif et libéral du marché de l'art, en particulier lors des foires annuelles qui durent six semaines à Pâques et à la Saint-Bavon. Les artistes et marchands d'Anvers et d'autres villes flamandes, proposent leurs œuvres sur des tréteaux et dans des échoppes. Joachim Patinier est alors un spécialiste de ce marché, et collabore avec Metsys dont il peint les paysages de certains de ses tableaux. Metsys s'occupe des enfants de Patinier après la mort de ce dernier en 1524.

### Rencontres et amitiés

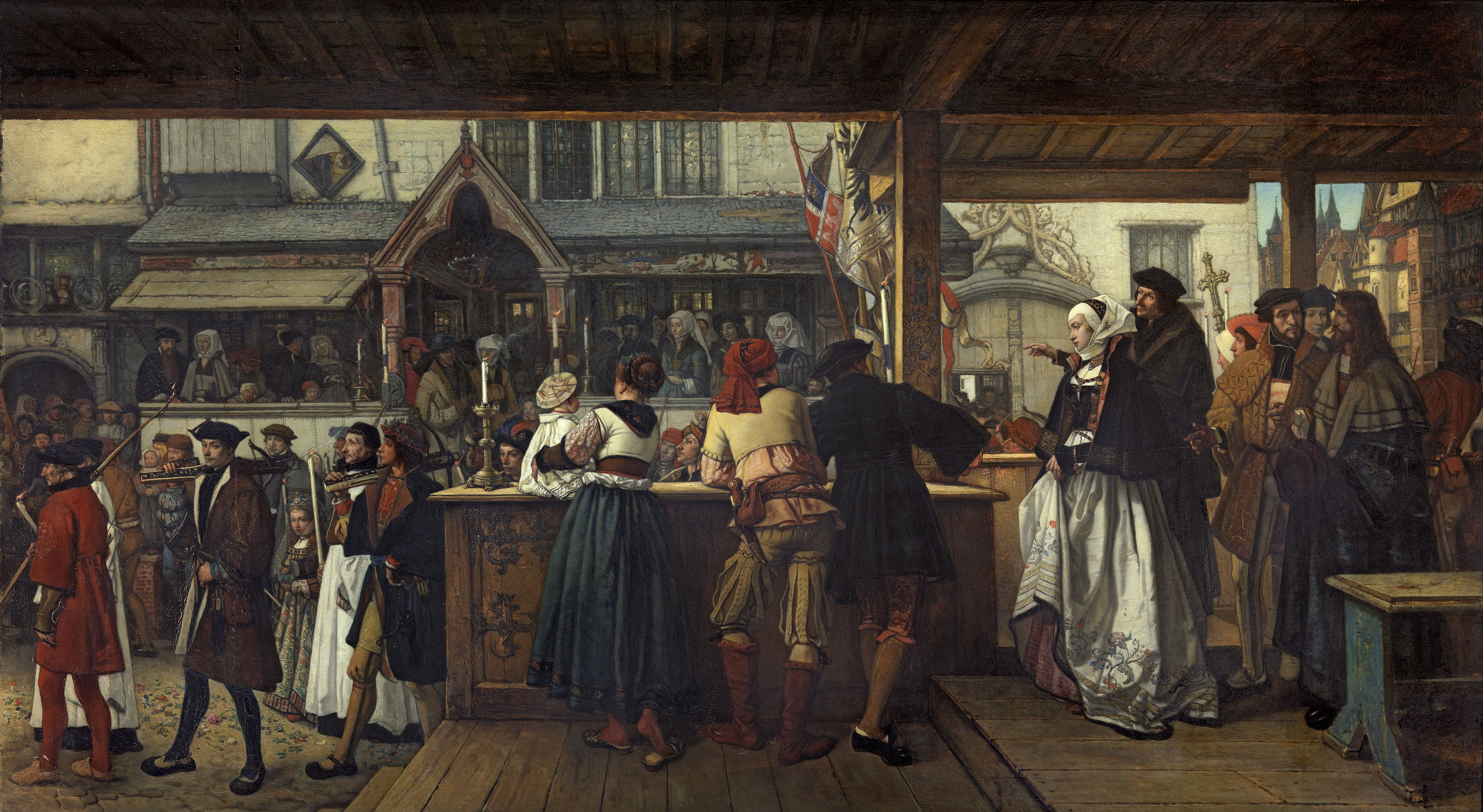
Visite d'Albrecht Dürer à Anvers en 1520, tableau d'Henri Leys (1855). Quentin Metsys est représenté à côté du peintre allemand.

On suppose que Quentin connaissait le travail de Léonard de Vinci sous la forme de reproductions circulant dans les rangs des écoles nordiques, connaissance qu'il complétera dans les années 1510, quand il fait un voyage en Italie, au cours duquel il s'arrête notamment à Venise et à Milan.
En 1517, par l'intermédiaire de Pieter Gillis, il fait la connaissance d'Érasme et de Thomas More qui le tiennent pour un artiste de premier plan. Il est également admis que Dürer lui a rendu visite pendant son séjour à Anvers en 1520-1521, et il qu'il a entretenu des liens avec d'autres peintres allemands dont Hans Holbein le Jeune et Lucas van Leyden.
Il devient alors un artiste célèbre et prisé qui jouit d'une belle aisance matérielle.

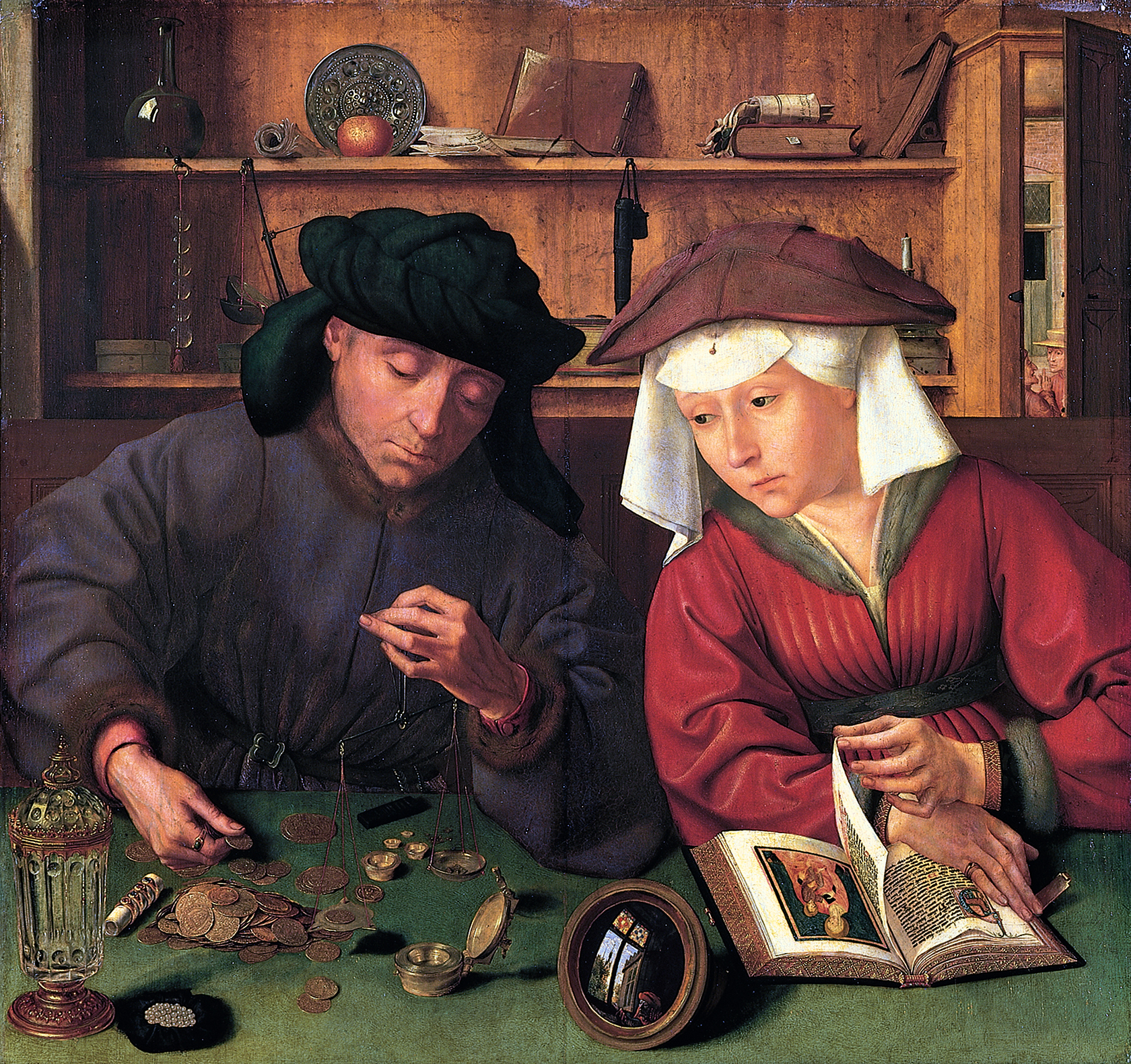
Le Prêteur et sa Femme (1514), Musée du Louvre.

## Son style

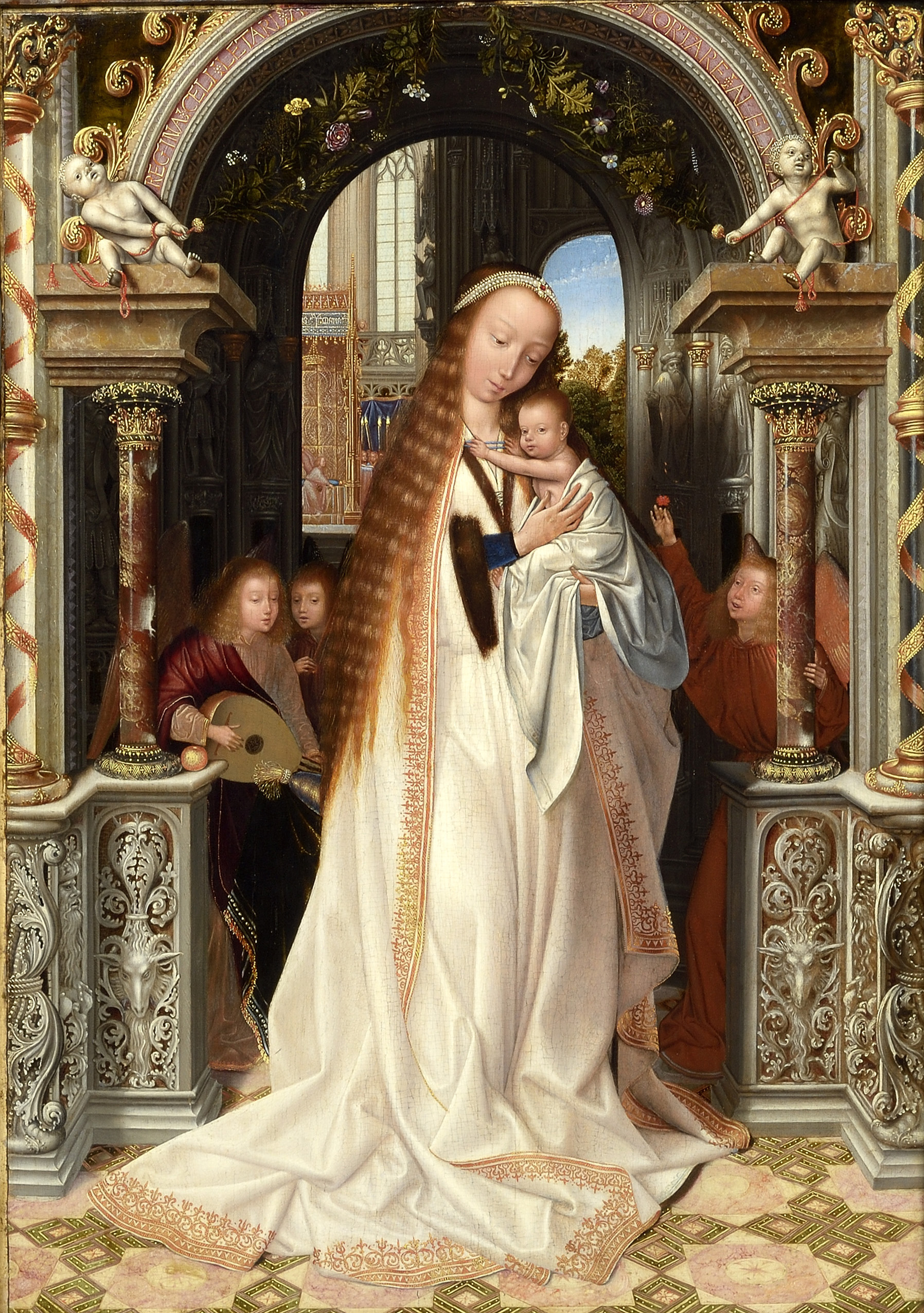
Vierge à l’Enfant entourée d’anges
1509, Lyon

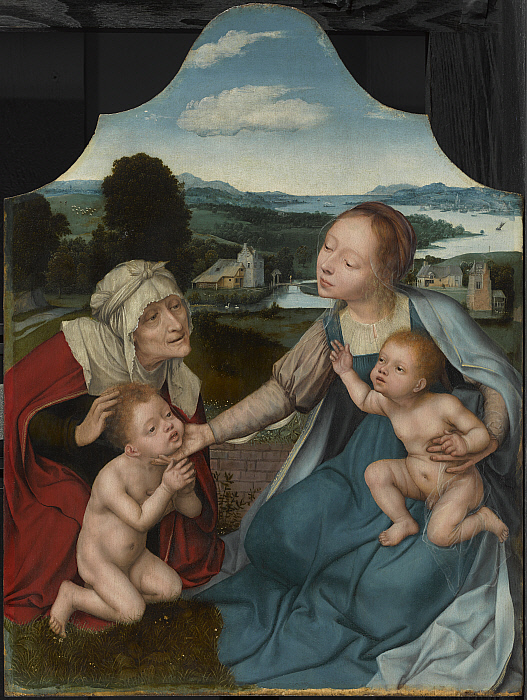
Vierge à l'Enfant avec sainte Elizabeth et saint Jean-Baptiste, c. 1520–25, Huile sur bois,, Clark Art Institute

Les historiens distinguent communément trois catégories dans sa peinture : les œuvres religieuses, les œuvres moralisatrices et les portraits.
Il tire des œuvres de van der Weyden la rigueur des contours et le soin pour le détail. De Van Eyck et de Memling, Metsys reprend les techniques basées sur la richesse des pigments transparents ainsi que les effets d'optique. Dans Le Prêteur et sa Femme, il place un miroir semblable à celui des Époux Arnolfini de Van Eyck.
Œuvres religieuses

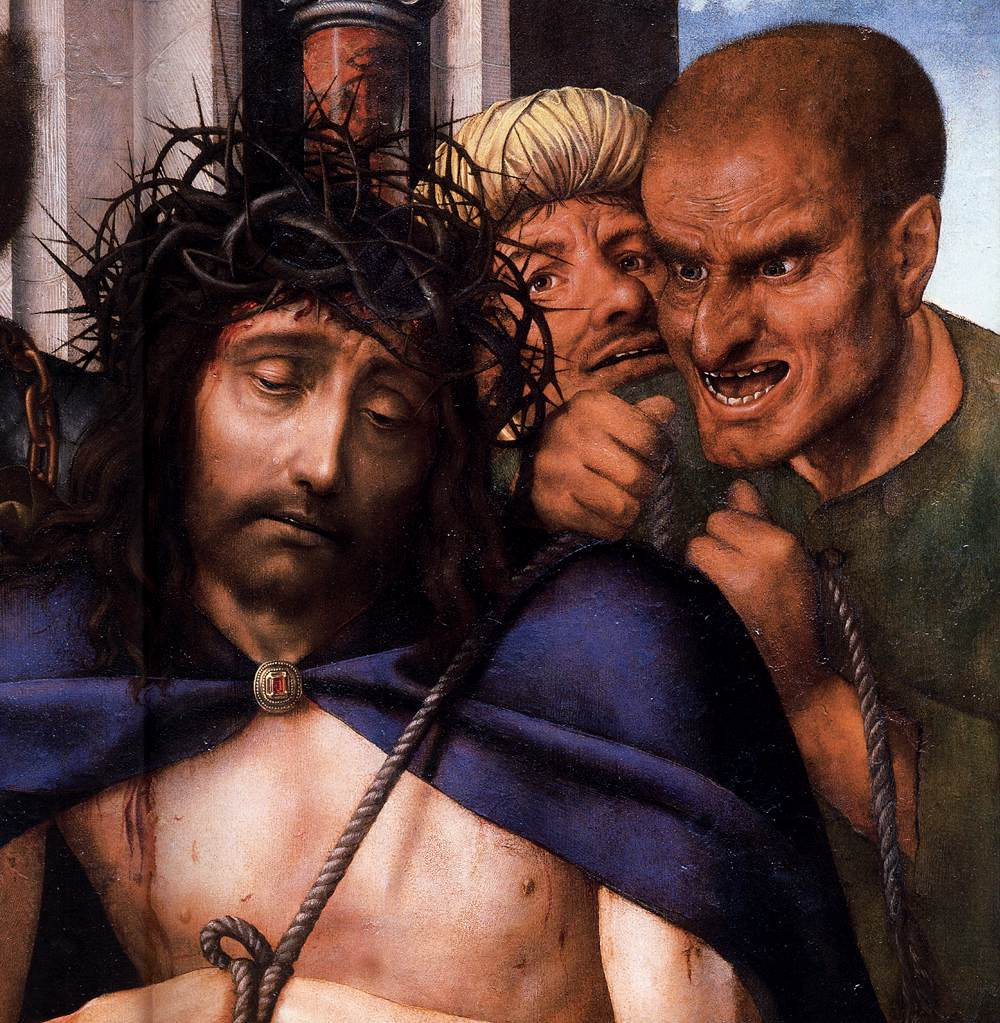
Ecce homo (détail)
1520, Venise.

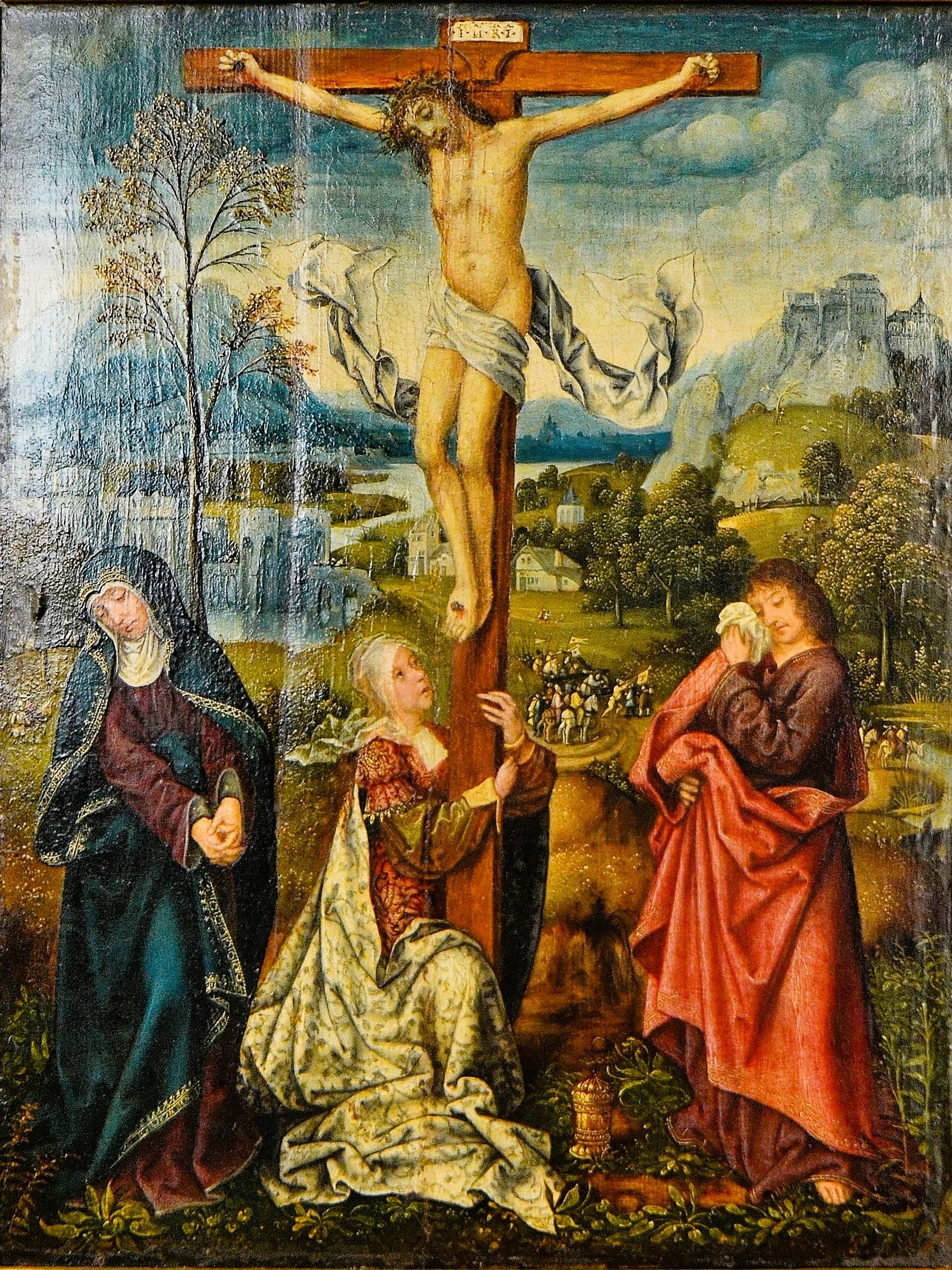
La Vierge, Marie Madeleine et saint Jean au pied de la Croix, musée des Beaux-Arts de Chartres.

Ce qui caractérise la peinture de Metsys est la piété de ses œuvres, un héritage des écoles précédentes.
Il voue une attention particulière à l'expression des personnages qui va parfois jusqu'à la caricature, et il joue sur les oppositions. Il accentue la mélancolie des saints et la tendresse de la Vierge vis-à-vis de son enfant. La Vierge à l'Enfant de Bruxelles se réfère aux autres représentations de l'Enfant lisant dans les bras de sa mère, celle de La Madone Duran de Rogier van der Weyden au Prado de Madrid, et celle de La Vierge d'Ince Hall, d'un suiveur de Jan van Eyck, à Melbourne.
Sa Vierge à l'Enfant du Louvre, datée de 1529, atteste sa parfaite assimilation de la sensibilité de Léonard.

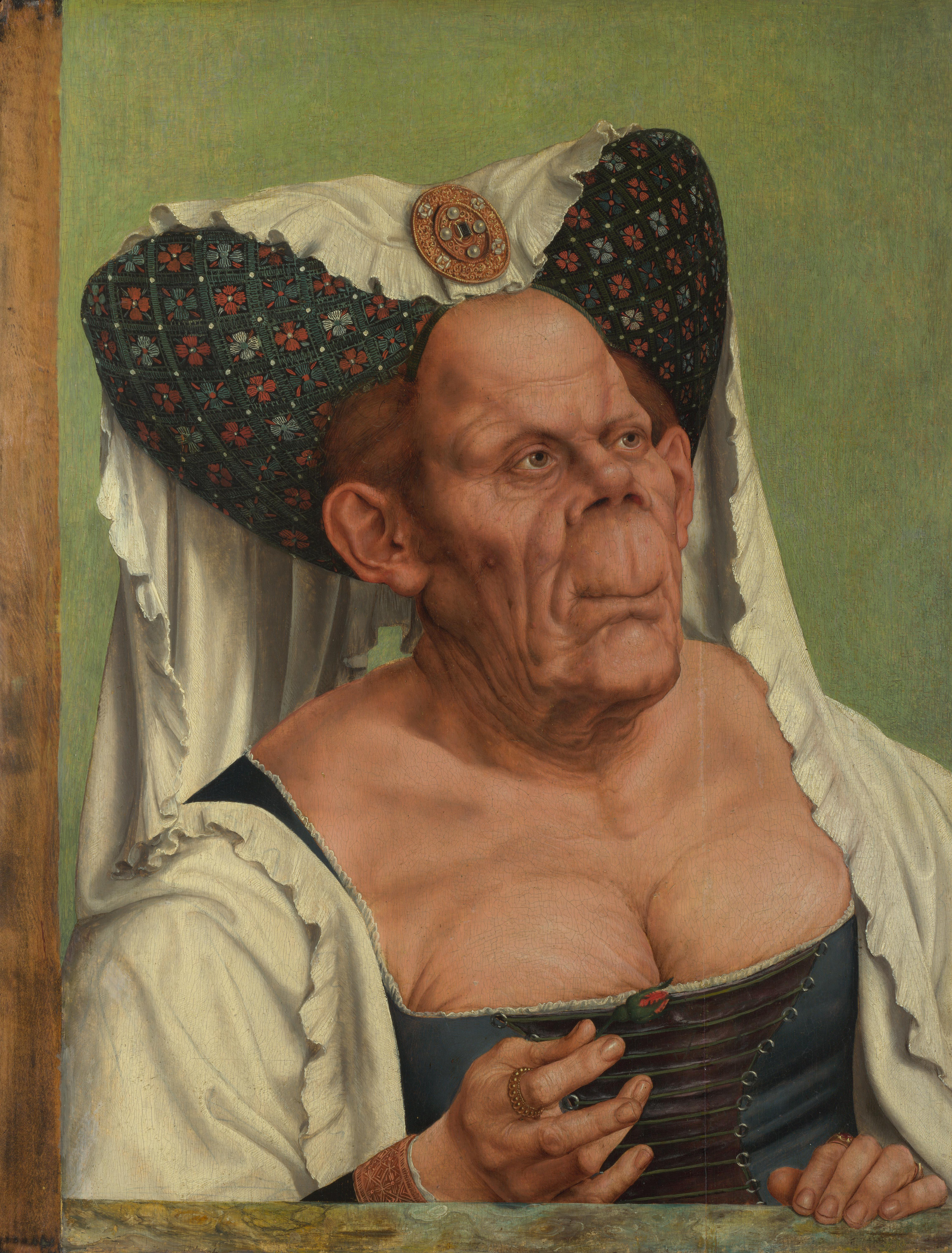
Vieille Femme grotesque
(1513-1515)
National Gallery, (Londres).

Œuvres moralisatrices et grotesques
En contrepartie, il représente les mimiques brutales et les grimaces des geôliers et des bourreaux et son réalisme favorise parfois le grotesque comme dans la Vieille Femme grotesque aussi connue sous le nom de Portrait d'une vieille femme. Ce portrait est une reprise explicite de la Reine de Tunis, dessin de Léonard de Vinci, conservé à la bibliothèque royale du château de Windsor. Cette vieille femme semble également appartenir au monde de l'Éloge de la folie, œuvre satirique de son ami Érasme.
Le portrait de la Duchesse a été probablement conçu sans réelle ressemblance avec une personne vivante bien que certains affirment qu'il s'agit du portrait de Margarete Maultasch, comtesse du Tyrol. Cette femme a par ailleurs inspiré Lewis Carroll et son illustrateur John Tenniel pour le personnage de la duchesse dans Les Aventures d'Alice au pays des merveilles.

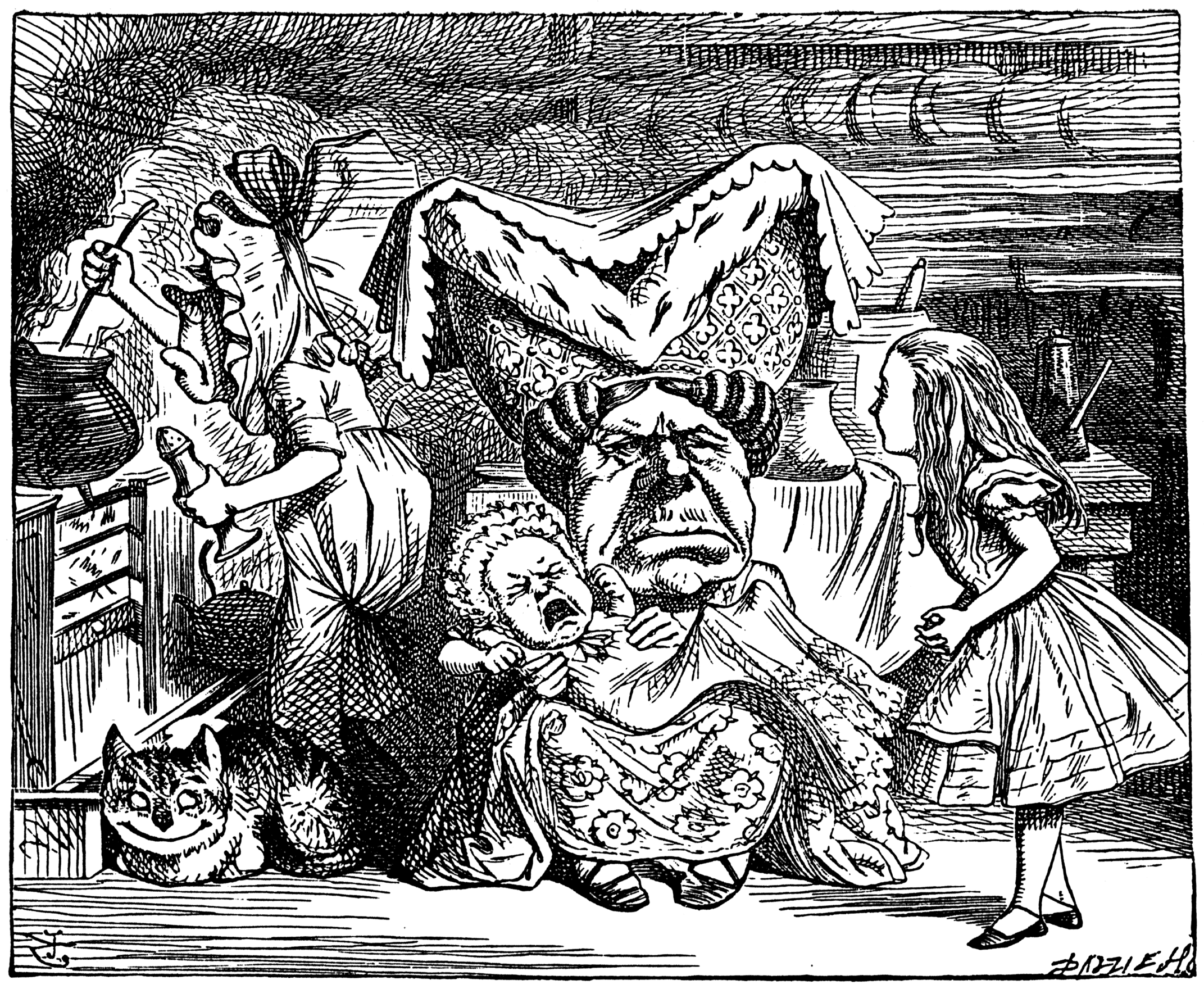
John Tenniel
La duchesse Natricia dans Les Aventures d'Alice au pays des merveilles
(1865), inspiré par Matsys.

Les visages des paysans présents dans les tableaux de Jan Steen ou d'Ostade reprendront plus tard les traits difformes des personnages de Metsys et l'utilisation du grotesque à des fins moralisatrices sera assidûment pratiquée par les disciples de Metsys à la génération suivante, surtout par Marinus van Reymerswale.
Portraits
Particulièrement habile en tant que portraitiste, Metsys a réalisé entre autres des œuvres à l'effigie de l'empereur Maximilien Ier du Saint-Empire, de l'évêque Étienne Gardiner ainsi que de Paracelse. Il a été influencé dans cet art par ses contemporains Lucas van Leyden et Jan Mabuse.
Son portrait d'Érasme, daté de 1517, a pour pendant celui de son commanditaire Pierre Gilles. Il servira de référence pour celui d'Holbein, daté de 1523 et exécuté en trois versions.

## Sa mort
Metsys est mort tragiquement à Anvers en 1530. La foi qu'il avait su transmettre au travers de ses peintures fut fatale à ses proches. En 1543, à Louvain, sa sœur Catherine fut enterrée vivante près de la cathédrale et son mari fut décapité pour avoir lu la Bible, une offense en cette époque trouble.[réf. nécessaire] Le fils de Quentin Metsys, Jan Matsys (1510-1575), hérita des techniques de son père sans toutefois l'égaler[non neutre]. Ses travaux les plus anciens remontent à 1537 avec notamment une toile[Information douteuse] intitulée Saint Jérôme. La dernière de ses œuvres, La Guérison de Tobias en 1564, montre son évolution et les tentatives pour se détacher du style paternel. Un autre fils de Metsys, Corneille, fut également peintre.

## Sa famille
Vers 1492, il se marie avec Alyt van Tuylt (morte en 1507) avec qui il a trois enfants : Quinten I, Pawel et Katelijne I.
En 1508, il se marie avec Catherina Heyns, avec qui il a dix autres enfants : Jan (1509-75, peintre), Corneille (1510-56, peintre), Quinten II, Maria, Hubrecht, Abraham, Peternella, Katelijne II, Sara et Susannah.

## Œuvres
- L'Apparition de l'Ange à sainte Claire, sainte Agnès d'Assise et sainte Colette de Corbie (1491-1507), huile sur chêne, 152,7 × 97,3 cm, musée de Setúbal.
- Salvator Mundi, 1495 huile sur chêne, 44,4 × 32,4 cm- Musée Correr Venise[11].
- La Vierge debout avec l'Enfant, entourée d'anges (1500-1509) huile sur bois, 47 × 33 cm, Institut Courtauld, Londres[12]
- Vierge en Majesté entourée de quatre anges (1506-1509), huile sur chêne, 62 × 43 cm, National Gallery, Londres
- Triptyque de la Déploration du Christ (1507-1508), huile sur bois, 260 × 504 cm, musée royal des Beaux-Arts, Anvers
- Triptyque de la confrérie Sainte-Anne à Louvain (1509), huile sur bois, chaque panneau 224,5 × 219 cm, musées royaux des Beaux-Arts de Belgique, Bruxelles.
- Vierge dorée (1509-1511), huile sur panneau, 171 × 151 cm, Musée national d’Art ancien, Lisbonne

Après 1510
- Le Repos pendant la fuite en Égypte, (v. 1509-1513), huile sur bois, Worcester Art Museum, Massachusetts
- Le Chanoine Étienne Gardiner (v. 1510) huile sur panneau, 60 × 73 cm, collection du prince de Liechtenstein, Vaduz
- Portrait d'un gentilhomme (1510-1520) huile sur panneau, 48 × 42 cm, Collection particulière, vente Christie's Londres décembre 2007
- Portrait d’un notaire (1510-1520) huile sur panneau, 80 × 64 cm, National Gallery of Scotland, Édimbourg
- Portrait d'un vieillard, (1513), huile sur papier marouflé sur toile, 48,4 × 37 cm, musée Jacquemart-André, Paris[13]
- Pietà (1514), huile sur bois, 36,7 × 50,7 cm, musée du Louvre, Paris
- Le Prêteur et sa Femme (1514), huile sur bois, 71 × 68 cm, musée du Louvre, Paris
- Crucifixion (après 1515), National Gallery, Londres
- Érasme (1517), huile sur panneau, transféré sur toile, 59 × 47 cm, Galerie nationale d'art ancien (Rome)
- Portrait de Pieter Gillis (1517), huile sur panneau, transféré sur toile, 59 × 47 cm, Galerie nationale d'art ancien (Rome)
- Le Christ présenté au peuple par Pilate (1518-1520), huile sur panneau, 160 × 120, musée du Prado, Madrid[14]

Après 1520
- Ecce Homo (v. 1520), bois, 95 × 74 cm, Palais des Doges, Venise[15]
- Christ sur la croix accompagné des donateurs (v. 1520) huile sur panneau, Panneau central 156 × 93 cm, Musée Mayer van den Bergh, Anvers[16]
- Portrait de femme (v. 1520), huile sur panneau, 48 × 43 cm, Metropolitan Museum of Art, New York
- Sainte Madeleine (1520-1525), huile sur panneau, 79 × 85 cm, Musée du Louvre, Paris
- Vierge au trône (v. 1525), huile sur bois, 135 × 90 cm, musées nationaux, Berlin
- Vieille Femme grotesque, Portrait d'une vieille femme ou l'Affreuse Duchesse (v. 1525-1530), 64 × 45,5 cm, huile sur toile, National Gallery, Londres
- L’Adoration des mages (1526), tempera et huile sur bois, 103 × 80 cm, Metropolitan Museum of Art, New York
- La Vierge à l'Enfant (1529), bois, 68 × 51 cm, musée du Louvre, Paris[5]
- Christ (1529), Metropolitan Museum of Art, New York
- Diptyque du Christ Sauveur et de la Vierge en prière, huile sur panneau, musée du Prado, Madrid
- Vierge à l’Enfant entourée d’anges (1530), huile sur toile de 54,5 × 37,5 cm (partie centrale), musée des Beaux-Arts de Lyon
- Vierge à l'enfant avec sainte Elizabeth et saint Jean-Baptiste (c. 1520–1525), Huile sur bois, 63 x 48.2 cm, Clark Art Institute[17]
- La Vierge aux cerises (vers 1529), J. Paul Getty Museum, Los Angeles

Non datés
- La Vierge à l'Enfant, chêne, 130 × 86 cm, musées royaux des Beaux-Arts de Belgique, Bruxelles[2] ;
- Vierge à l'Enfant, huile sur bois, 65 × 48 cm, musée, Poznań ;
- Judith, huile sur bois, 94 × 120 cm, palais Barberini, Rome ;
- La Présentation au temple, Collection Bentinck-Thyssen, Luxembourg[18] ;
- Copie du Portrait présumé de Paracelse, d'après un original perdu, musée du Louvre, Paris ;
- La Vierge, Marie Madeleine et saint Jean au pied de la Croix, huile sur bois, musée des Beaux-Arts de Chartres (don Justin Courtois 1888, inv. 5663).

Attribuées à Quentin Metsys
- Saint Jérôme dans sa cellule, huile sur bois, 57,5 × 76,5 cm, musée des Beaux-Arts, Rouen.
- Vieille Femme s'arrachant les cheveux[19], huile sur chêne, 55 × 40 cm, Musée du Prado, Madrid.

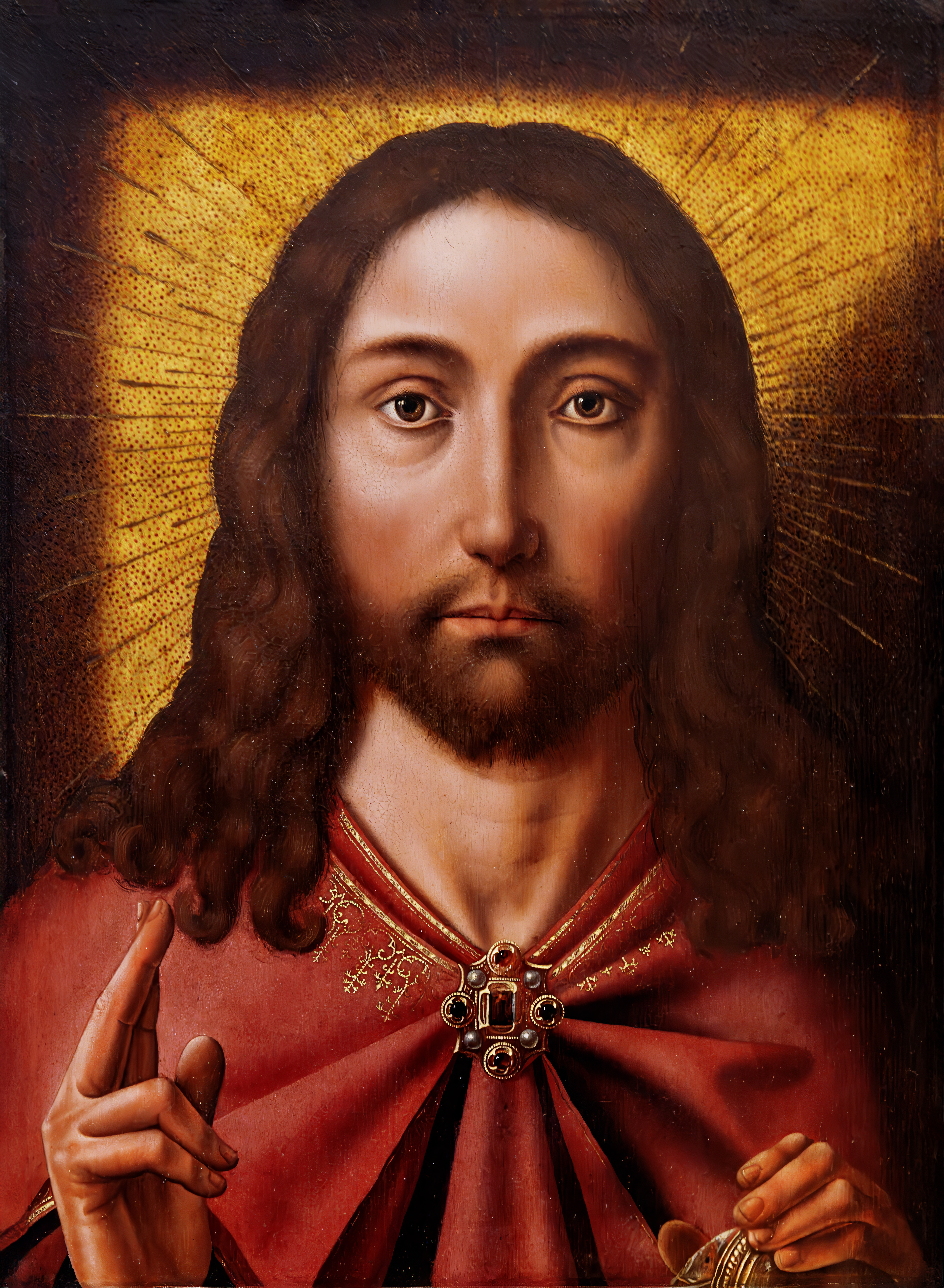
Salvator Mundi 1495 Musée Correr Venise.
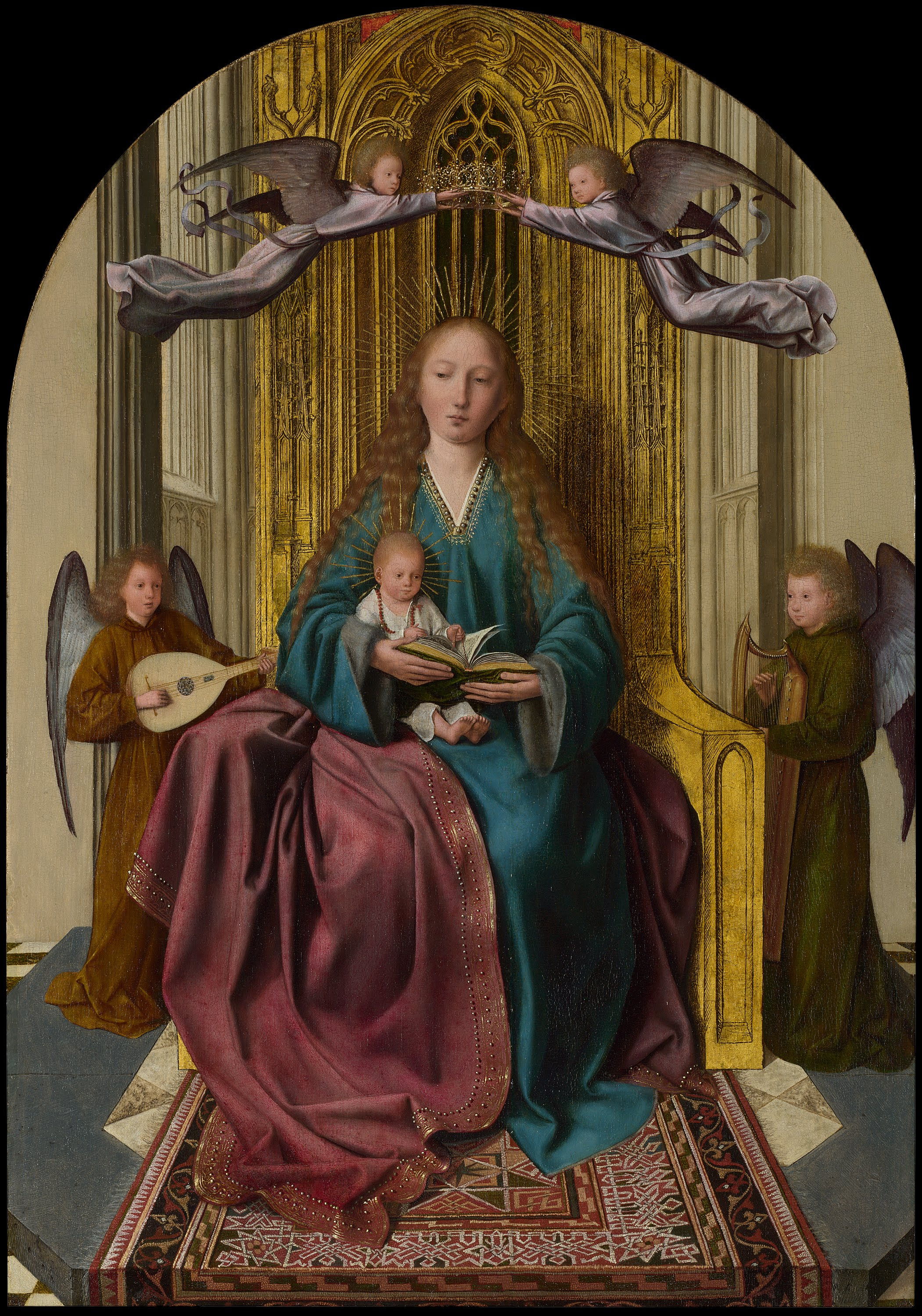
Vierge au trône 1506-1509, Londres
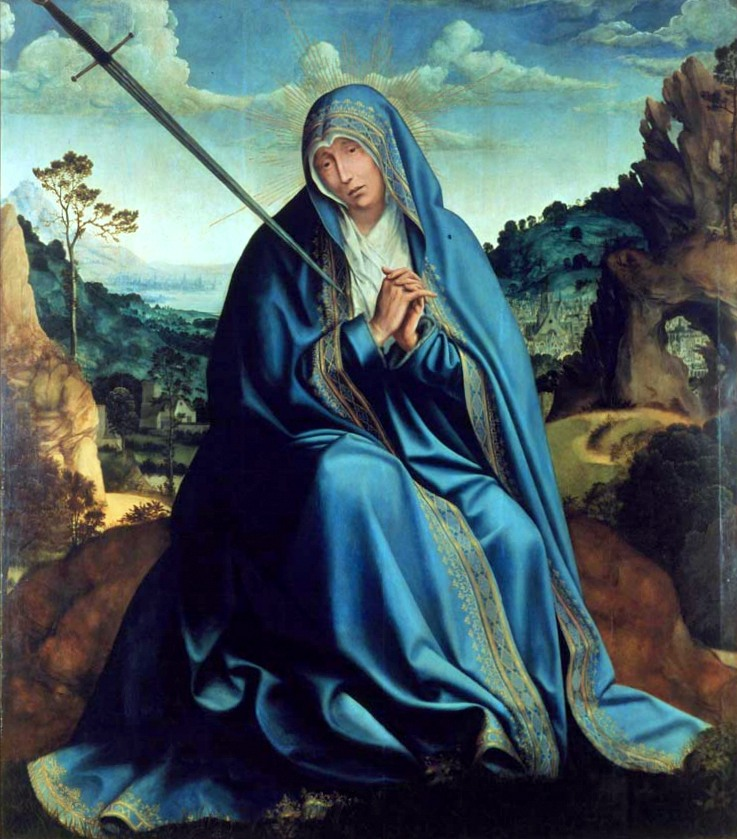
La Vierge dorée 1509-1511, Bruxelles
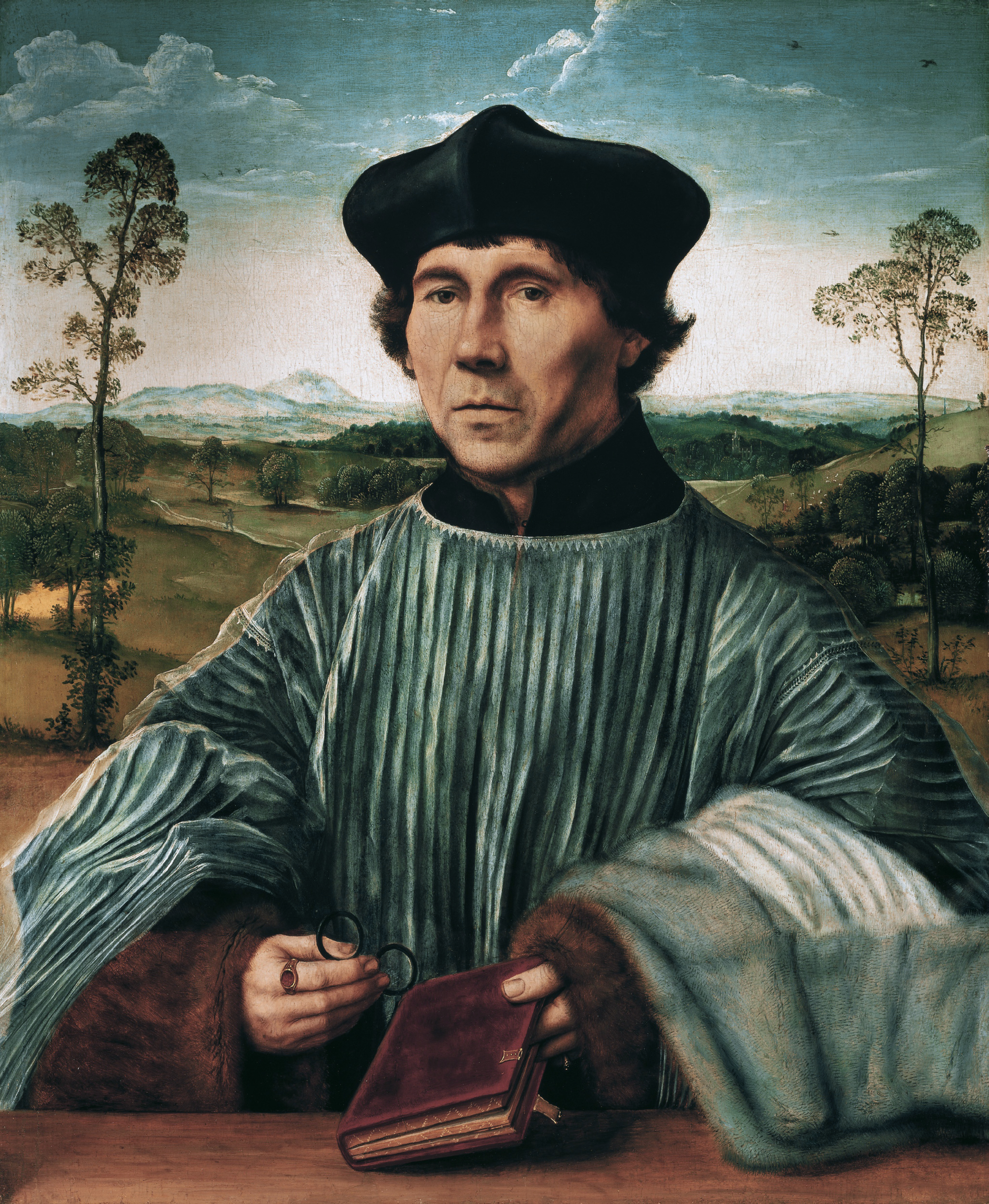
Stephan Gardiner v. 1510, Liechteinstein
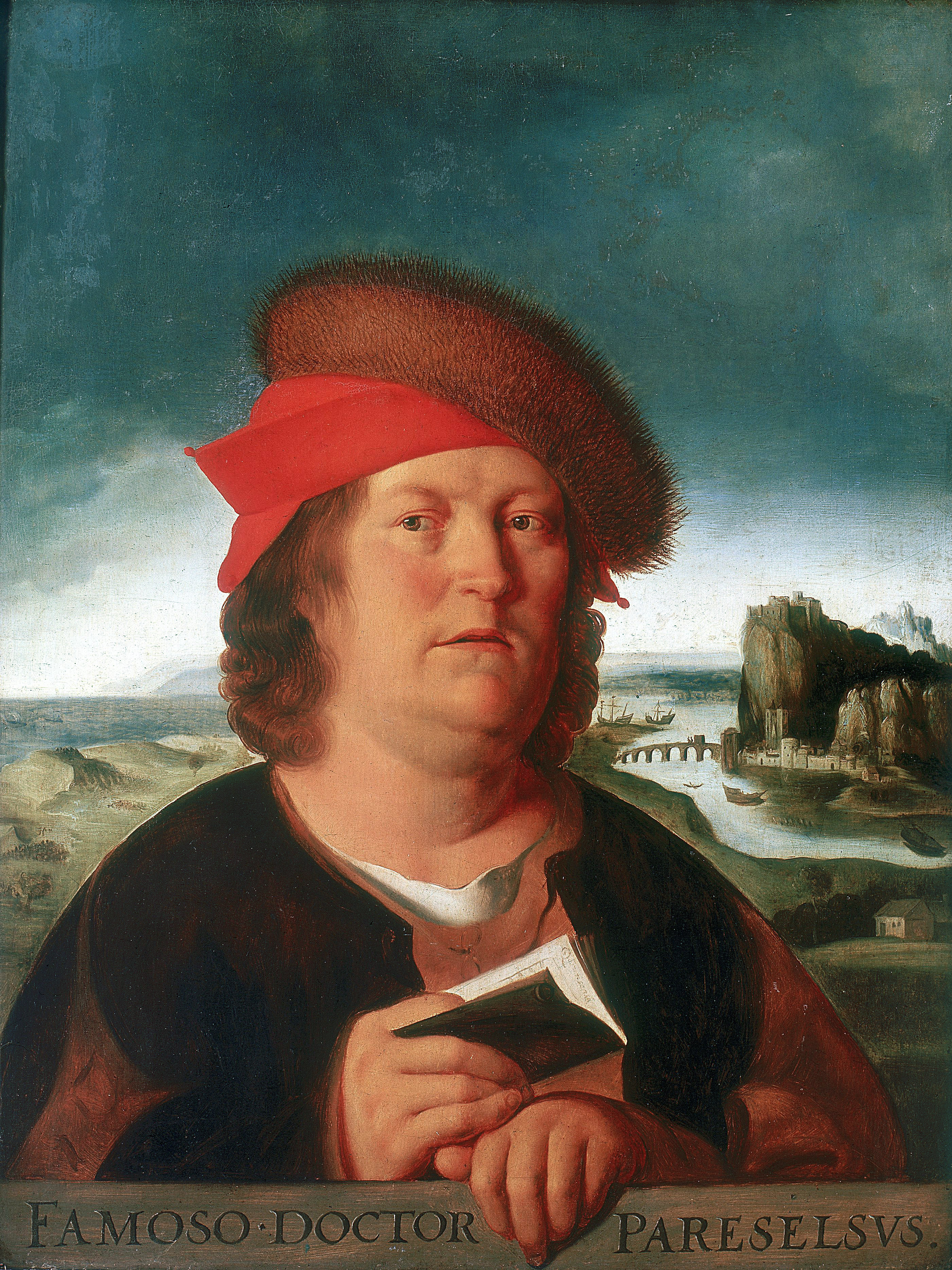
Copie de Paracelsus Louvre
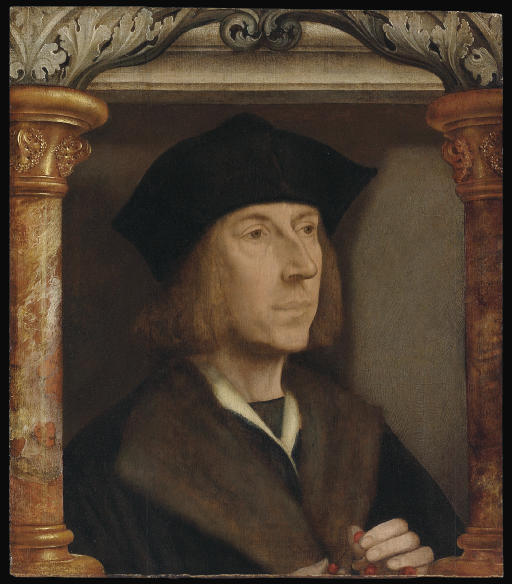
Portrait d'un gentilhomme 1510-1520, Christie's
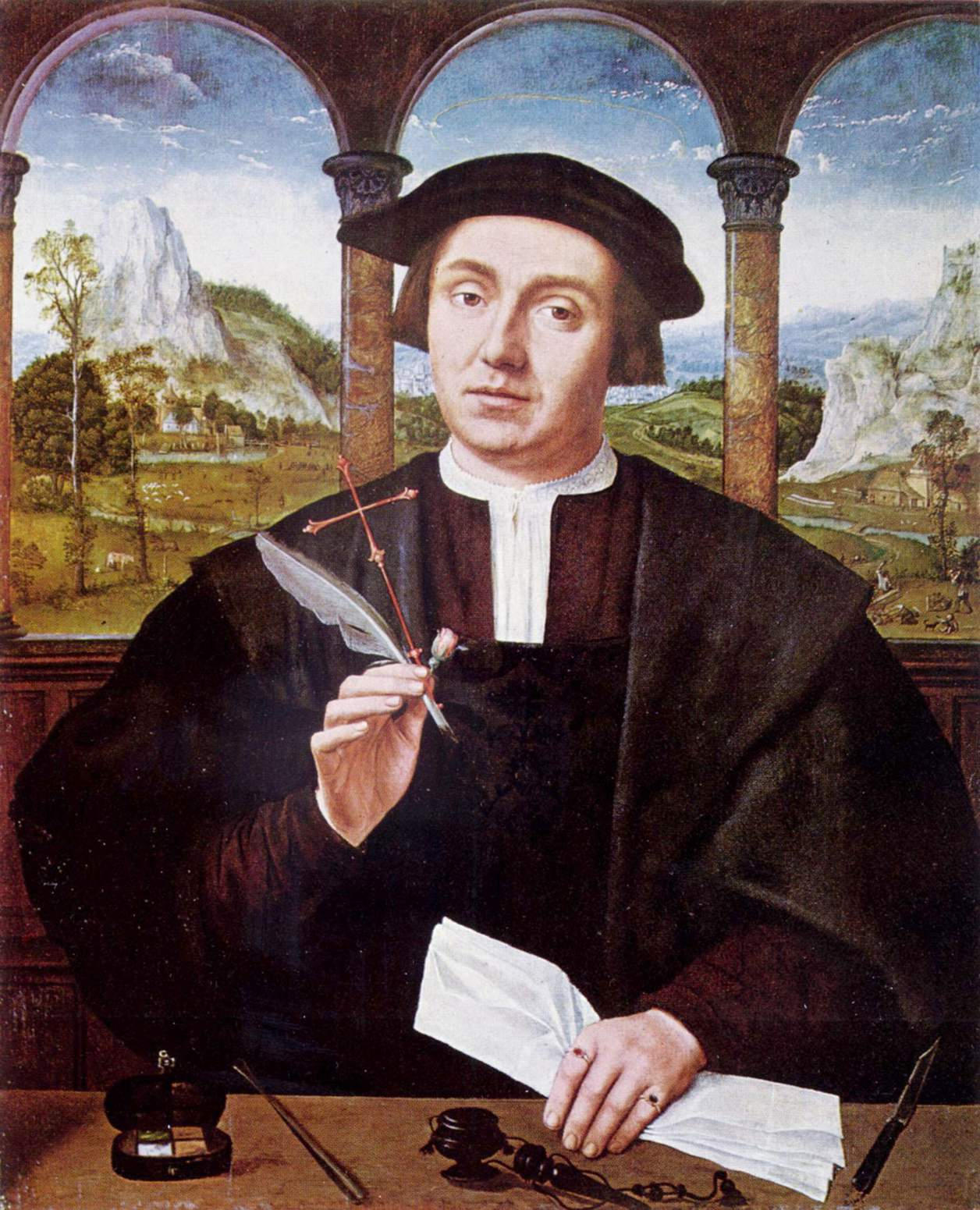
Portrait d'un notaire 1510-1520, Edimburg
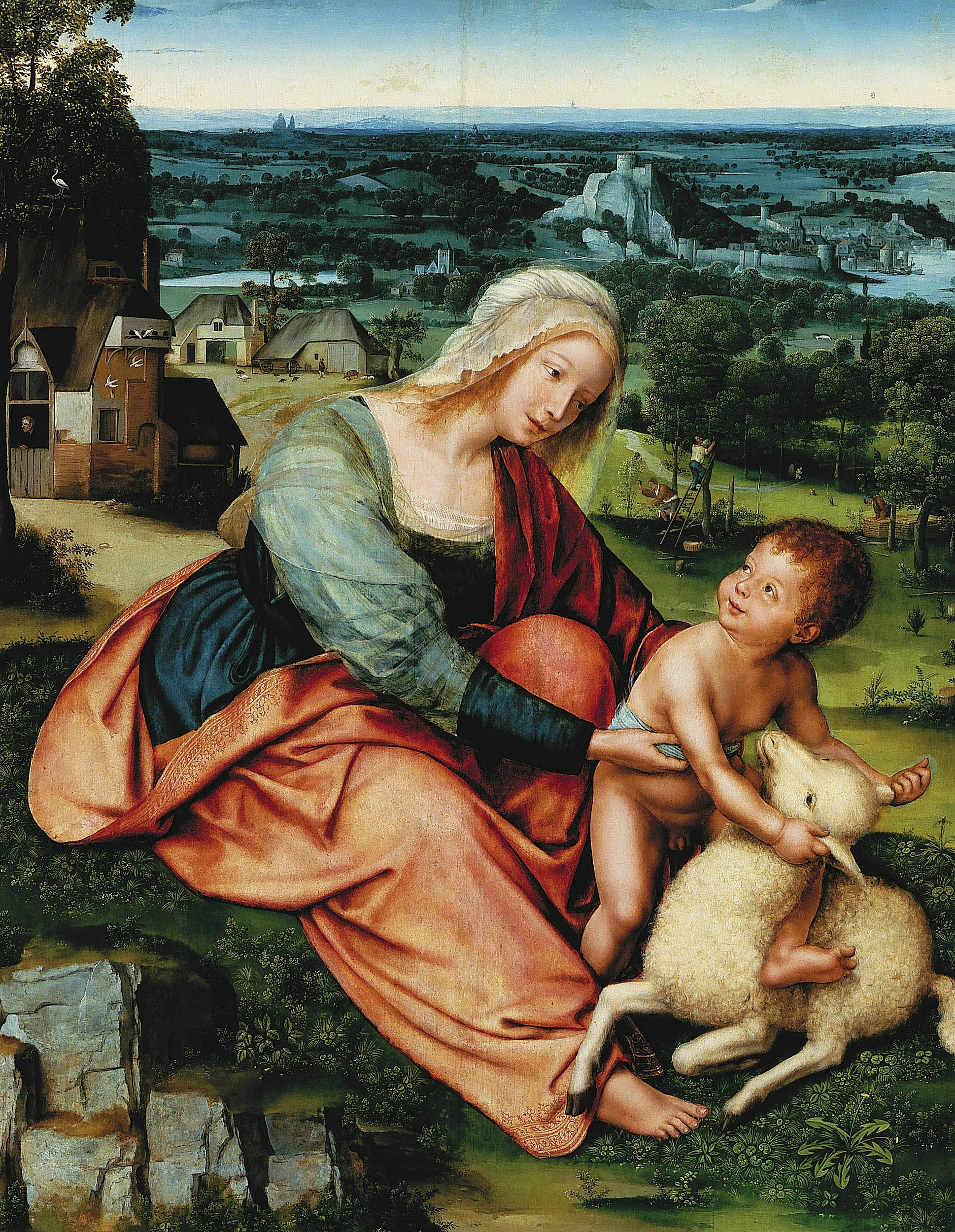
Vierge à l'Enfant 1513, Poznań
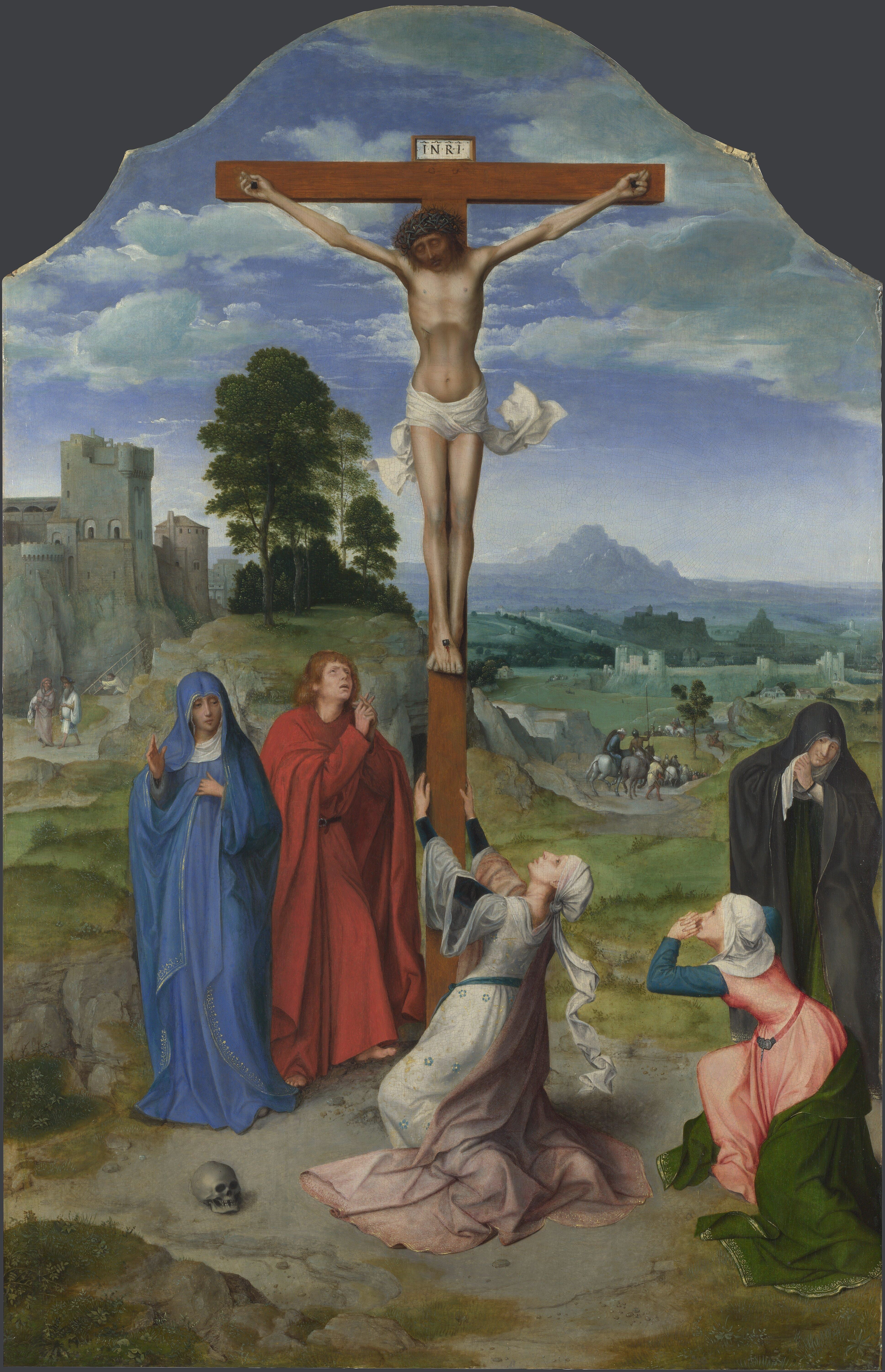
Crucifixion ap. 1515, Londres
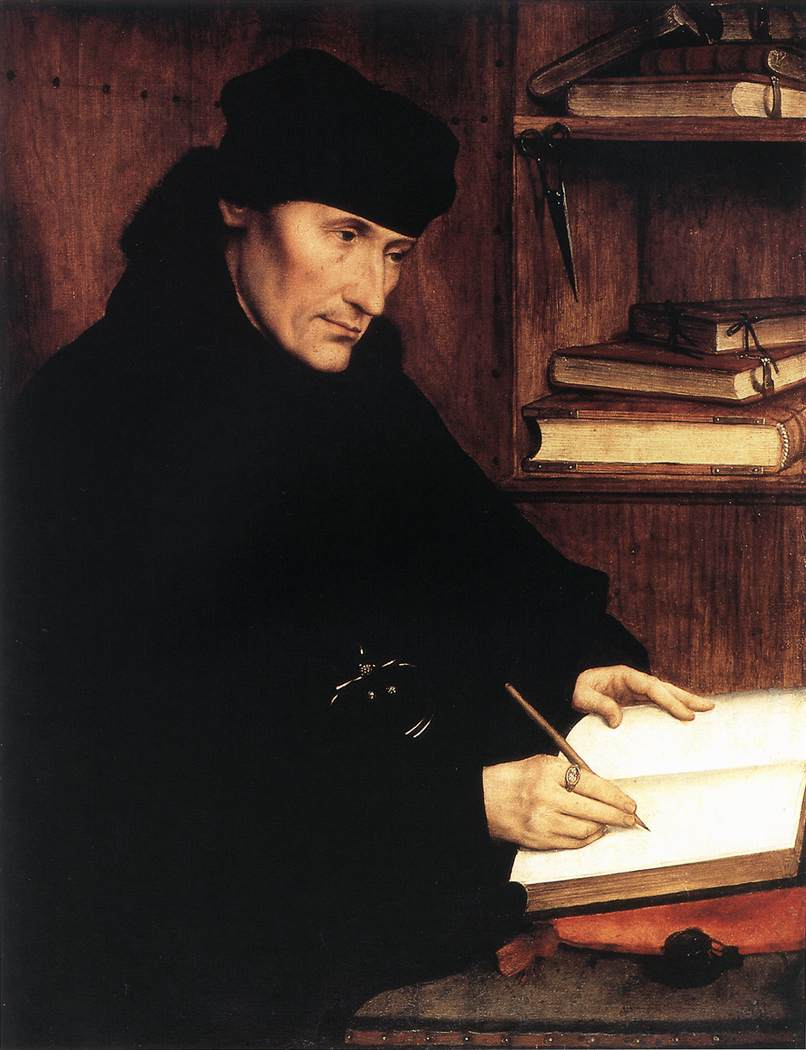
Érasme, 1517 Rome
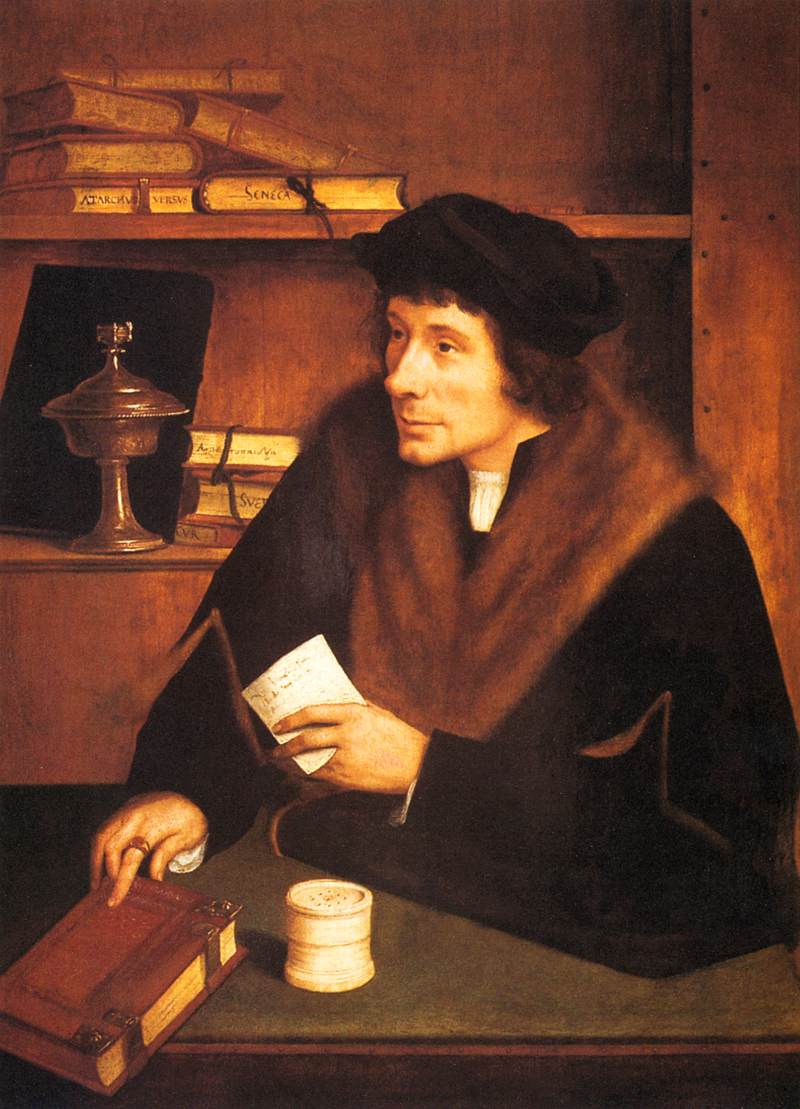
Pieter Gillis 1517, Rome
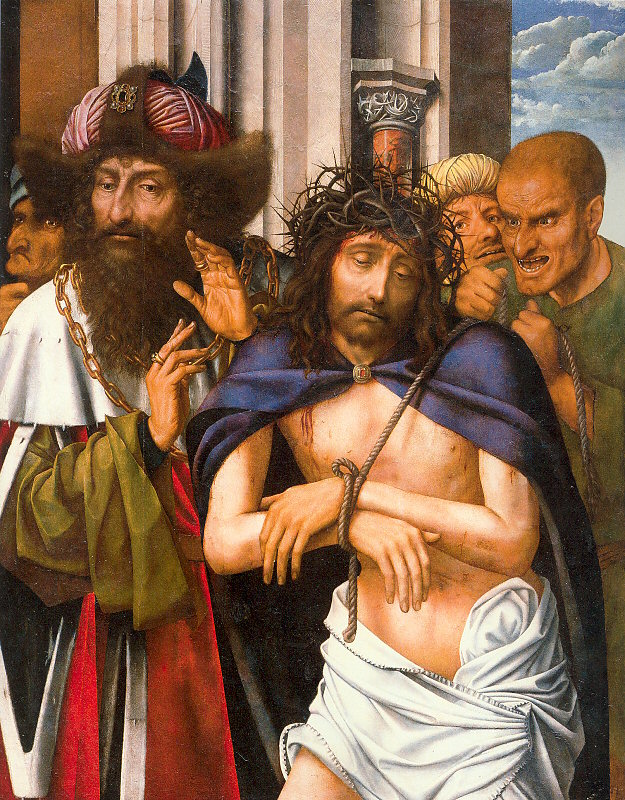
Ecce homo 1520, Palais des Doges
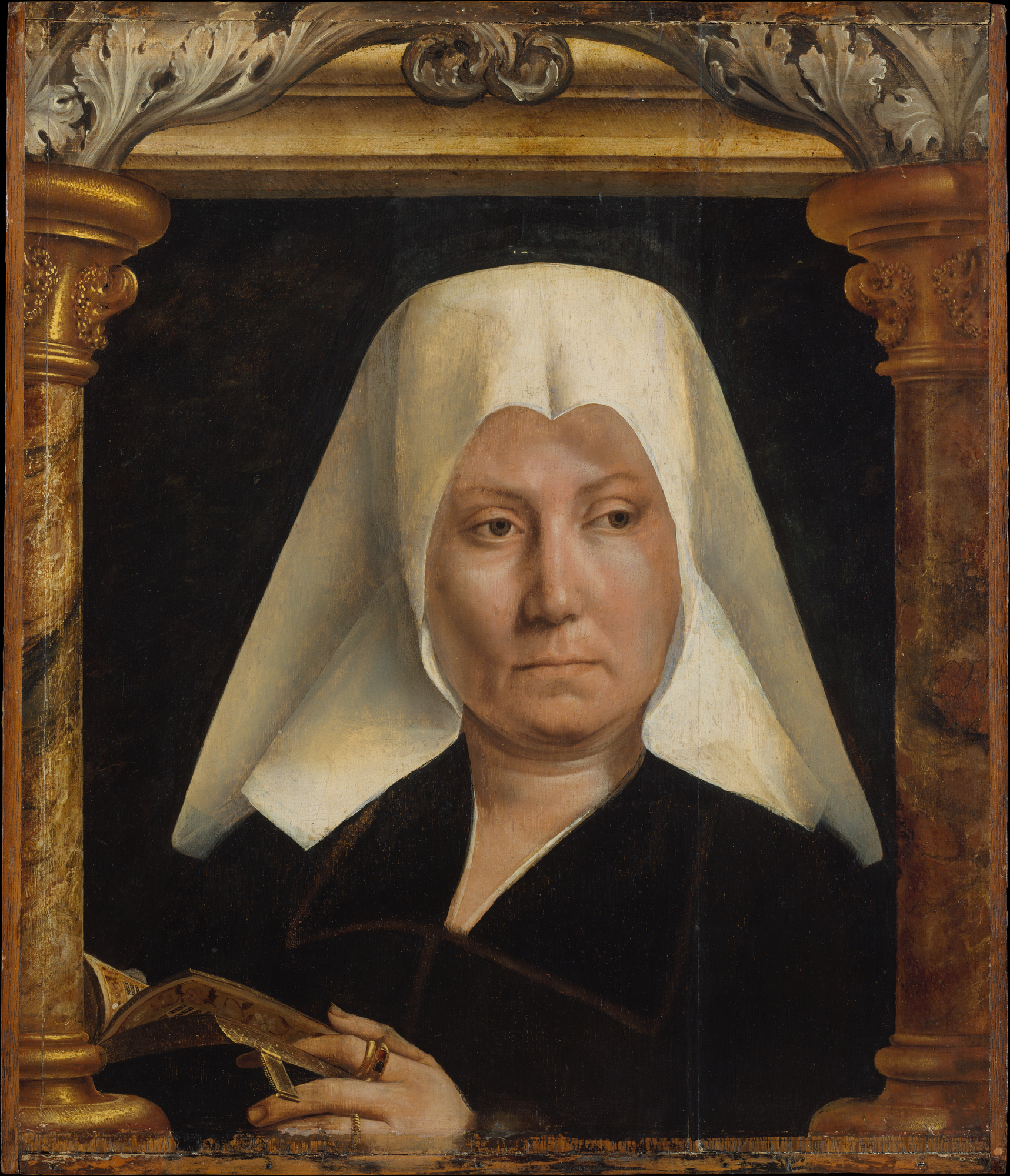
Portrait de femme v. 1520, New York
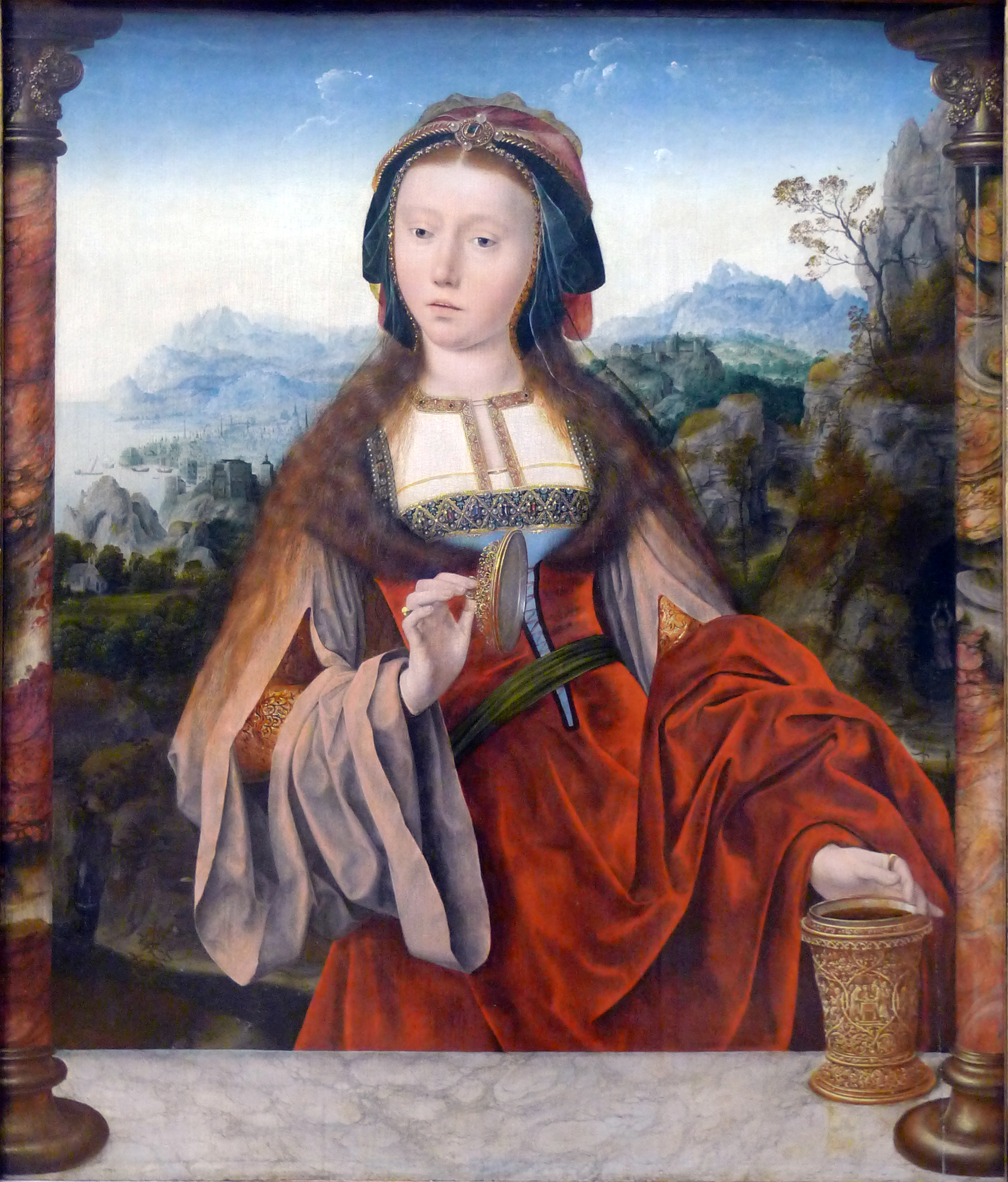
Sainte Madeleine 1520-1525, Louvre
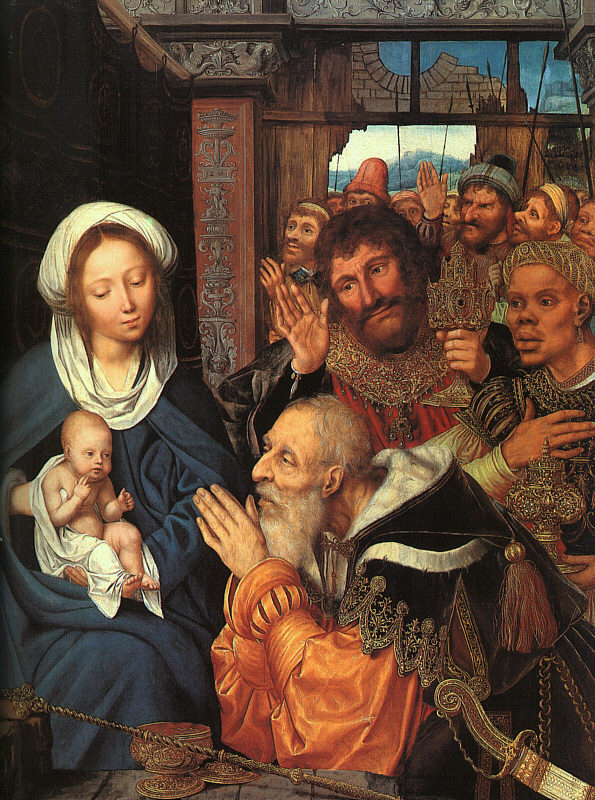
Adoration des mages 1526, New York
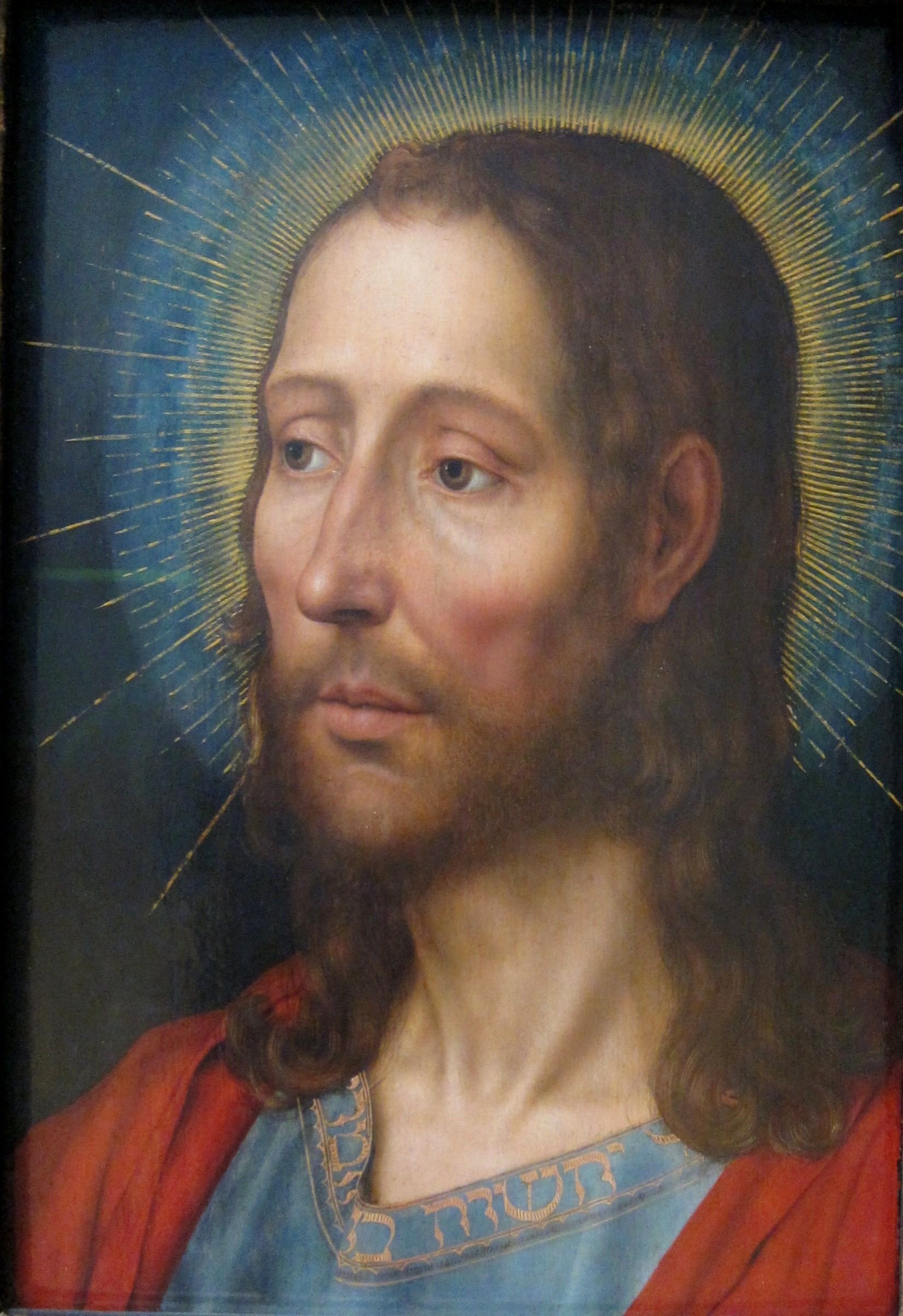
Christ 1529, New York

## Hommages
- L'astéroïde (9569) Quintenmatsijs a été nommé en son honneur.
- La Maison Quinten Matsys, immeuble de style Art nouveau à Anvers rend hommage au peintre dont l'effigie est sculptée sur la façade.
- On retrouve aussi son effigie dans Les Effigies des peintres célèbres des Pays-Bas de Dominique Lampson.